# Vojtěch Mašek
Vojtěch Mašek (* 3. března 1977) je český filmový scenárista, režisér, výtvarník a autor komiksů.

## Život
Absolvoval Katedru scenáristiky na FAMU, kde je dosud pedagogem. Věnuje se také filmové dramaturgii.

## Tvorba
Voltech Mašek se realizuje rovnoměrně na poli filmu, divadla, literatury, zejména komiksu. Za své komiksové knihy (mimo jiné Hovory z rezidence Schlechtfreund, Pandemonium, O přibjehi, Dašek a Jadrný, Za vším hledej doktora Ženu, Svatá Barbora, Sestry Dietlovy) získal sedm cen Muriel. Mašek stojí za konceptem Recykliteratura, který navazuje na tradici české literární avantgardy a spojuje asociativní montáže, koláže a vizuální básně, jež se mimoděk staly internetovým fenoménem. Ve filmové tvorbě Mašek zaujal už svými krátkými filmy, které vykazovaly vysokou míru originality. Snímek Fricassé  byl uveden v sekci Quinzainne des realisatéurs na festivalu v Cannes, Jsem větší a lepší byl nominován na studentského Oscara a Kadrnkův Křižáček, kterého napsali společně Václavem Kadrnkou a Jiřím Soukupem získal Křišťálový globus za nejlepší film na MFF v Karlových Varech v roce 2017. V roce 2021 byl uveden snímek Okupace podle jeho scénáře, za nějž Mašek získal jak Cenu filmové kritiky tak Českého lva za scénář. Následoval filmový debut Arvéd o mystikovi Jiřím Arvédu Smíchovském, který je také posledním režijním počinem. Spolupracuje často se scenáristy Džianem Babanem a Markem Šindelkou. Napsal také tři divadelní hry: Jedlík Perel (2023), Mimo zápis (2017), Černý med (2018), Monstrkabaret Freda Brunolda (2004) a divadelního seriálu Jožkalipnikjebožíčlověkaneumílhát. V roce 2019 vydal také dětskou knihu Panáček, pecka, švestka, poleno a zase panáček.

## Dílo

### Komiks
- 2000 – Pandemonium (s Džianem Babanem)
- 2007 – Za vším hledej doktora Ženu (s Džianem Babanem)
- 2010 – O přibjehi: Keva, Ferko, Albína (s Markétou Hajskou a Mášou Bořkovcovou)
- 2012 – Dašek a Jadrný (s Džianem Babanem)
- 2013 – Hovory z rezidence Schlechtfreund (s Džianem Babanem)
- 2018 – Svatá Barbora (s Markem Šindelkou a Markem Pokorným)
- 2018 – Sestry Dietlovy
- Recykliteratura

### Film
- 1997 – Tomík
- 1999 – Šest statečných (krátký film Tomík)
- 2001 – Druhý plán (scénář, studentský film)
- 2002 – Sprcha (scénář, studentský film)
- 2003 – Fricassé (scénář)
- 2006 – Rádio Kebrle (scénář společně s Džianem Babanem, studentský film)
- 2006 – Fóbie (scénář, studentský film)
- 2007 – Jsem větší a lepší (scénář společně s Džianem Babanem, studentský film)
- 2017 – Křížáček (scénář, společně s J. Soukupem a V. Kadrnkou)
- 2018 – Kino Effenberger (scénář)
- 2021 – Okupace (scénář společně s Markem Šindelkou)
- 2022 – Arvéd (scénář společně s Janem Poláčkem a režie)

### Divadlo
- 2004 – Monstrkabaret Freda Brunolda (společně s Džianem Babanem, Divadlo nablízko)
- 2017 – Mimo zápis (společně s Ivanou Uhlířovou, Studio Hrdinů)
- 2018 – Černý med (Činoherní klub)
- 2018–2024 – Jožkalipnikjebožíčlověkaneumílhát I.–XXI. (společně s D. Babanem, Divadlo Komedie – Studio Hrdinů)
- 2023 – Černý med (Studio Hrdinů)